# Dinjiška
Dinjiška es una localidad de Croacia situada en el municipio de Pag, en el condado de Zadar. Según el censo de 2021, tiene una población de 111 habitantes.

## Demografía
| Gráfica de población de Dinjiška 1857-2021                         |
|                                                                    |
| Según los censos de población de la Oficina de Estadísticas Croata |